# Штой, Томас
Томас Штой (нем. Thomas Steu; род. 9 февраля 1994, Блуденц, Форарльберг) — австрийский саночник, двукратный чемпион мира и трёхкратный чемпион Европы, призёр чемпионатов мира и Европы, многократный победитель этапов Кубка мира. Член сборной Австрии по санному спорту.

## Биография
Штой начал выступления в январе 2012 года на юношеских зимних Олимпийских зимних играх в Инсбруке в парном разряде. Со своим партнером по санному спорту он занял шестое место.
На чемпионате мира 2016 года он занял шестое место, а на чемпионате мира 2017 года он занял четвёртое место в двухместных санях в спринтерской гонке. В 2017 году он также стал чемпионом мира U23 и вице-чемпионом Европы в командной эстафете в парном разряде с Лоренцом Коллером.
Лоренц Коллер участвовал в зимних Олимпийских играх 2018 года в Пхёнчане в Южной Корее. С Лоренцом Коллером он занял четвёртое место.
24 — 25 ноября 2018 года пара Коллер — Штой в Иглсе отметила первую победу на этапе Кубка мира. Они победили и на основной трассе и на спринтерской.
На чемпионате мира в Винтерберге, в 2019 году, пара Коллер — Штой дважды поднималась на третью ступень пьедестала, в двойках и в спринте.
В 2021 году австриец стал чемпионом мира в эстафете.
На чемпионате мира 2025 года в Канаде, Томас в новой дисциплине — парный микст, в составе австрийской команды, завоевал золотую медаль, а в эстафете серебряную. 